# Hostivice
Hostivice är en stad i Tjeckien.   Den ligger i regionen Mellersta Böhmen, i den centrala delen av landet, 12 km väster om huvudstaden Prag. Hostivice ligger 344 meter över havet och antalet invånare är 4 915.
Terrängen runt Hostivice är platt. Runt Hostivice är det mycket tätbefolkat, med 2 261 invånare per kvadratkilometer. Närmaste större samhälle är Prag, 11,6 km öster om Hostivice. Runt Hostivice är det i huvudsak tätbebyggt.